# چین‌ژوو
چین‌ژوو و یا به کانتونی یام‌چوو (به ژوانگ: Ginhcouh Si)(به چینی: 钦州市، به پین‌یین: Qīnzhōu Shì، تلفظ کانتونی: Jam1zau1 si5) یک شهر در سطح ولایت در جمهوری خلق چین است که در منطقه خودمختار گوانگشی ژوانگ واقع شده‌است. 
زبان روزمرهٔ مردم این شهر،‌ کانتونی می باشد.

## خصوصیات
چین‌ژوو ۵٬۲۵۰ کیلومترمربع مساحت و ۳٬۴۴۰٬۰۰۰ نفر جمعیت دارد و ۱۲ متر بالاتر از سطح دریا واقع شده‌است.
۹۰٪ جمعیت شهر را مردم هان (قومیت چینی)و ۱۰٪  را مردم ژوانگ تشکیل می دهند.